# Bergheim (Renania Settentrionale-Vestfalia)
Bergheim è una città di 61 807 abitanti del Renania Settentrionale-Vestfalia, in Germania.
Appartiene al distretto governativo (Regierungsbezirk) di Colonia ed è capoluogo del circondario del Reno-Erft (targa BM).
Bergheim si fregia del titolo di "Grande città di circondario" (Große kreisangehörige Stadt).